# M/S SNAV Adriatico
M/S SNAV Adriatico är en kombifärja som gått på flera linjer för Stena Line och gick senast i trafik för på linjen Karlskrona - Gdynia som M/S Stena Baltica mellan 2002 och 2011.
Adriatico byggdes år 1986 som M/S Koningin Beatrix och sattes in på linjen Hoek van Holland - Harwich för det nederländska rederiet SMZ. 1989 övertogs linjen och fartyget av Stena Line. En omfattande renovering och ombyggnad genomfördes år 2005. Passagerarutrymmerna reducerades till förmån för bildäck. På de kvarvarande passagerardäcken byggdes bland annat nya hytter, nattklubb, restauranger, och ombordbutik.
Fartyget låg mellan augusti 2011 och februari 2013 upplagd i Lysekil, bekvämlighetsflaggat i Bahamas med hemmahamn i Nassau. Den sjunde februari 2013 klockan 01:00 avgick Stena Baltica mot Italien för att sättas i trafik av rederiet SNAV mellan Italien och Kroatien. Hon seglar på linjen mellan Ancona-Split.  Fartyget gavs namnet SNAV Adriatico och seglade till en början under cypriotisk flagg, men fick senare italiensk flagg. Sedan 2014 är hon insatt i centralamerika.

## Faciliteter ombord
- Shopping
- Bar / Kafé
- Restaurang
- Underhållning / Aktiviteter
- Lekrum
- Spelautomater
- Storbilds tv
- Konferens
- Bankomat
- Växlingskontor